# Picrofarmacolite
La picrofarmacolite è un minerale.